# Berthold Maack
Berthold Maack (24. března 1898, Altona – 26. září 1981, Merano) byl německý generálmajor a velitel brigády Waffen-SS. Byl členem NSDAP.

## Život
Narodil se v roce 1898 ve městě Altona (pozdější čtvrť Hamburku). Maturoval na hamburském gymnáziu v roce 1915. Po ukončení studia se přihlásil jako dobrovolník do německé armády. V roce 1917 se stal poručíkem v záloze u 1. gardového záložního pluku. Po skončení první světová války se vyučil obchodní profesi. V roce 1930 Maack vstoupil do NSDAP a dostal členské číslo 314088, stal se také členem SA. V roce 1931 se stal členem SS s číslem 15690. V říjnu 1932 byl povýšen do hodnosti Standartenführer. Byl zvolen do zemského parlamentu v Braunschweigu. V roce 1933 se stal štábním velitelem SS. Podílel se na noci dlouhých nožů. Vydával rozkaz zastřelit zaměstance Reichstagu Emila Sembacha.[zdroj?]
Od 22. října do 4. prosince 1934 sloužil Maack v koncentračním táboře v Dachau. Od 9. listopadu 1941 pracoval v divizi SS Wiking jako velitel oddělení stíhačů tanků. 20. dubna 1943 se stal velitelem horské divize Sever. 29. ledna 1945 se stal velitelem 20. divize SS (2. maďarská) a od března 1945 velel estonské divizi SS. 
Vydal knihu „Preussen: Jedem das Seine“.[zdroj?]